# William T. Cahill
William Thomas Cahill, född 25 juni 1912 i Philadelphia i Pennsylvania, död 1 juli 1996 i Haddonfield i New Jersey, var en amerikansk republikansk politiker. Han var ledamot av USA:s representanthus 1959–1970 och New Jerseys guvernör 1970–1974.
Cahill avlade 1937 juristexamen vid Rutgers University, arbetade sedan som FBI-agent och inledde 1939 sin karriär som advokat i Camden. Han var stadsåklagare i Camden 1944–1945. Cahill blev invald i representanthuset i kongressvalet 1958 och han avgick 1970 för att tillträda som guvernör.
Cahill efterträdde 1970 Richard J. Hughes som New Jerseys guvernör och efterträddes 1974 av Brendan Byrne. Han avled 1996 och gravsattes på Calvary Cemetery i Camden County.